# Carl Ferdinand Cori
Carl Ferdinand Cori (Praag, 5 december 1896 – Cambridge (Massachusetts), 20 oktober 1984) was een in Oostenrijk-Hongarije geboren Amerikaans biochemicus en Nobelprijswinnaar. In 1947 won hij samen met zijn vrouw Gerty Cori en de Argentijnse fysioloog Bernardo Houssay de Nobelprijs voor de Fysiologie of Geneeskunde voor hun ontdekking van de manier waarop glycogeen – een glucosederivaat – in het lichaam wordt afgebroken en opnieuw gesynthesiseerd als energiebron en -voorraad.

## Biografie
Cori was de zoon van Carl Isidor Cori, hoogleraar zoölogie aan de Universiteit van Praag, en Martha Lippich. Hij groeide op in Triëst, waar zijn vader directeur was van het Station voor Marinebiologie. Eind 1914 verhuisde de Cori-familie naar Praag, alwaar Cori naar de medische school van de Karelsuniversiteit Praag ging. Hier ontmoette hij Gerty Theresa Radnitz.
Cori werd gerekruteerd voor het Oostenrijk-Hongarijse leger, en diende in het skicorps. Later werd hij overgeplaatst naar een onderzoeksafdeling, waarvoor hij een laboratorium opzette in Triëst. Aan het eind van de oorlog had Cori ook zijn studie afgerond. Samen met Gerty studeerde hij in 1920 af. Datzelfde jaar trouwden de twee, waarna ze beide gingen werken in een kliniek in Wenen.
Cori werd uitgenodigd in Graz om samen te werken met Otto Loewi aan een onderzoek naar het effect van de nervus vagus op het hart. Loewi kreeg hiervoor in 1936 de Nobelprijs voor Fysiologie of Geneeskunde. Een jaar later kreeg Carl een positie aangeboden aan het Staatsinstituut voor de Study of Malignant Diseases (nu het Roswell Park Cancer Institute) in Buffalo, New York. Hij en zijn vrouw verhuisden daarom naar de Verenigde Staten. In 1928 werden de twee officieel Amerikaanse burgers.
Terwijl hij bij het instituut werkte, focuste Cori's werk zich op de stofwisseling van koolhydraten en de functie van enzymen in dierlijke weefsels. Zij ontdekten de glycolyse in gezwellen en isoleerden in 1936 glucose-1-fosfaat, bekend als de Cori-ester, wat leidde tot de ontdekking van het verloop van de katalytische omzetting van glycogeen in glucose door middel van het door hen ontdekte fosforylase. Dit leidde tot de definitie van de Cori-cyclus. Hiervoor kreeg Cori zelf de Nobelprijs in 1947.
In 1931 accepteerde Cori een positie aan de Washington-universiteit in Saint Louis, aan de faculteit medicijnen. In 1942 werd hij hier hoogleraar biochemie. In 1946 won hij de Albert Lasker Award for Basic Medical Research.
Nadat Gerty in 1957 stierf, hertrouwde Carl met Anne Fitz-Gerald Jones. Hij bleef tot 1966 aan de Washington-universiteit, waarna hij met pensioen ging. Hierna ging hij naar de Harvard-universiteit, waar hij zich bezig ging houden met onderzoek naar genetica.